# Liam Howlett
Liam Paul Paris Howlett (Essex, Braintree, 21 de agosto del 1971) es un músico pianista, tecladista y el miembro principal de la banda inglesa de música electrónica The Prodigy.

## Biografía
Nació el 21 de agosto del 1971 en Essex, Braintree. Desde pequeño, Liam practicaba con el piano clásico. A la edad de 14 años, mezclaba canciones que grababa de la radio. 
Desde joven, Liam se interesó por la música electrónica. Aprendió breakdance. Siempre iba a los clubs, hasta que un día conoció a Keith Flint y Leeroy Thornill. Estos escucharon su música y les impresionó, y así nació The Prodigy. Se piensa que el nombre de Prodigy vino del nombre de la cinta que Liam dio a Keith. También se piensa que el nombre puede venir de un Sintetizador de Liam, llamado Moog Prodigy. 
En el año 1998 Liam fue ofrecido para hacer una mezcla en la radio de Marie Anne Hobbs. A finales de enero de 2006, sacó a la venta un álbum compilación titulado Back To Mine. Era una colección de las canciones preferidas de Liam, incluyendo una canción exclusiva llamada "Wake the fuck up", que fue realizada para una introducción durante los conciertos en directo de Prodigy en el otoño e invierno del 2005/2006.
El 6 de junio de 2002 se casó con Natalie Appleton, exvocalista de la banda All Saints.
- Datos: Q388259